# Quicker’n a Wink
Quicker'n a Wink ist ein US-amerikanischer Kurzfilm aus der Reihe Pete Smith Specialties, der 1940 veröffentlicht wurde.

## Handlung
Harold E. Edgerton (1903–1990) stellt seine Erfindung, das Stroboskop vor. Durch den Stroboskopeffekt kann man in Zeitlupe Dinge sehen, die unter normalen Umständen zu schnell für das menschliche Auge sind. Als Beispiele dienen hier u. a.: eine Gewehrkugel trifft auf eine Glühbirne; eine Tasse zerschellt auf dem Boden; eine Seifenblase zerplatzt; das Schlagen von Kolibriflügeln.

## Auszeichnungen
1941 gewann der Film in der Kategorie Bester Kurzfilm (One-Reel) einen Oscar.

## Hintergrund
Die Uraufführung der Produktion von MGM fand am 12. Oktober 1940 statt.
Erzähler des Films war der Produzent des Films Pete Smith. Gedreht wurde im Massachusetts Institute of Technology.